# Norwich
Norwich (IPA /ˈnɒrɪdʒ/ ) è una città e distretto non metropolitano del Regno Unito, capoluogo della contea inglese di Norfolk. Si trova a circa 160 km a nord-est di Londra sulle rive del fiume Wensum in Anglia orientale.
Dal Medioevo fino alla rivoluzione industriale Norwich fu la più popolosa città d'Inghilterra dopo Londra nonché una delle più importanti del Paese.
Un totale di 144525 (al 2022) persone vivono nella città di Norwich e la popolazione della Norwich Travel to Work Area (ossia l'area autonoma del mercato del lavoro nei pressi di Norwich in cui la maggior parte delle persone vive e si sposta per lavoro) è di 282000 (al 2009). Riguardo all'area urbana, al censimento del 2011 contava 213166 abitanti; essa si estende oltre il confine cittadino, comprendendo anche estese aree suburbane occidentali, settentrionali e orientali tra cui Costessey, Taverham, Hellesdon, Old Catton, Sprowston e Thorpe St Andrew.
Norwich è il quarto più esteso distretto di governo locale dell'Est dell'Inghilterra, con 3480 abitanti per km².
A maggio 2012 Norwich fu il primo centro dell'Inghilterra a essere designata "città della letteratura" da parte dell'UNESCO.

## Storia
Fondata nella seconda metà del VI secolo d.C. dagli Angli (Nordwic) nei pressi delle rovine della grande città romano-britannica Venta Icenorum (l'odierna Caistor Saint Edmund), si sviluppò sotto la dominazione danese e soprattutto dopo la conquista normanna, allorché divenne sede della ricca diocesi locale, che vi fece costruire una straordinaria cattedrale.

## Monumenti e luoghi d'interesse
Nel centro della città, sopra una collina si trova il castello di Norwich, al cui interno si trova il Norwich Castle Museum & Art Gallery, un museo che racchiude diverse sezioni, una sulla storia del castello stesso, diverse sezioni storiche incentrate sulle popolazioni presenti in epoche antiche nella regione, alcune raccolte di quadri e una raccolta biologica, zoologica e geologica. Prima di diventare un museo era una prigione.
Molto importante è la cattedrale di Norwich anglicana, costruita nel Medioevo e una delle più importanti costruzioni di stile normanno in Inghilterra. Interessante anche l'altra grande chiesa in città, ossia la cattedrale di San Giovanni Battista della Chiesa cattolica (diocesi di East Anglia).

## Clima
| Norwich             | Mesi | Mesi | Mesi | Mesi | Mesi | Mesi | Mesi | Mesi | Mesi | Mesi | Mesi | Mesi | Stagioni | Stagioni | Stagioni | Stagioni | Anno |
| Norwich             | Gen  | Feb  | Mar  | Apr  | Mag  | Giu  | Lug  | Ago  | Set  | Ott  | Nov  | Dic  | Inv      | Pri      | Est      | Aut      | Anno |
| ------------------- | ---- | ---- | ---- | ---- | ---- | ---- | ---- | ---- | ---- | ---- | ---- | ---- | -------- | -------- | -------- | -------- | ---- |
| T. max. media (°C)  | 6,1  | 6,8  | 9,4  | 11,6 | 15,5 | 19,1 | 20,9 | 20,9 | 18,9 | 14,5 | 9,9  | 7,4  | 6,8      | 12,2     | 20,3     | 14,4     | 13,4 |
| T. min. media (°C)  | 0,8  | 1,6  | 3,2  | 6,1  | 8,2  | 11,5 | 13,1 | 13,0 | 11,3 | 7,8  | 4,5  | 2,3  | 1,6      | 5,8      | 12,5     | 7,9      | 7,0  |
| Precipitazioni (mm) | 55   | 42   | 46   | 44   | 44   | 50   | 55   | 59   | 54   | 57   | 65   | 58   | 155      | 134      | 164      | 176      | 629  |

## Cultura
Norwich è sede di un'università, l'University of East Anglia, situata appena fuori dal centro cittadino (2,5 km a ovest). Nel centro cittadino sono presenti inoltre un centro culturale multimediale chiamato The Forum e un caratteristico mercato fisso.
Ogni anno si svolge inoltre il Norfolk & Norwich Festival, uno dei festival artistici cittadini tra i più antichi dell'Inghilterra, che si tiene fin dal 1824 e che affonda le sue radici nel lontano 1772.

## Amministrazione

### Gemellaggi
- Rouen, dal 1951
- Coblenza, dal 1978
- Novi Sad, dal 1985
- El Viejo, dal 1996

## Sport

### Calcio
La principale squadra di calcio locale è il Norwich City, che nella stagione 2023-2024 milita in Championship.